# Ji-In Cho
Ji-In Cho (30 de diciembre de 1976, en Leverkusen, Alemania) es una cantante alemana de ascendencia coreana. Desde diciembre de 2004 ha sido la vocalista y pianista de la banda de metal sinfónico Krypteria.

## Discografía

### Solista
- "Ironic" (2003), sencillo, Sony/BMG, llegó a la posición #31 en las listas alemanas.

### Become One

#### Estudio
| Año  | Álbum | Posición |
| Año  | Álbum | ALE      |
| ---- | ----- | -------- |
| 2004 | 1     | 24       |

#### Sencillos
| Año       | Sencillo                 | Posición | Posición | Posición | Álbum |
| Año       | Sencillo                 | ALE      | AUT      | SUI      | Álbum |
| --------- | ------------------------ | -------- | -------- | -------- | ----- |
| 2003-2004 | "Don't Need Your Alibis" | 16       | 33       | 52       | 1     |
| 2004      | "Come Clean"             | 61       | –        | –        | 1     |

### Krypteria

#### Estudio
| Año  | Título              | Sello      | Posición | Posición | Posición |
| Año  | Título              | Sello      | ALE      | AUT      | SUI      |
| ---- | ------------------- | ---------- | -------- | -------- | -------- |
| 2005 | Liberatio           | SMM        | 24       | 41       | 25       |
| 2005 | In Medias Res       | Synergy    | 66       | 86       | —        |
| 2007 | Bloodangel's Cry    | Synergy    | 55       | —        | 44       |
| 2009 | My Fatal Kiss       | Roadrunner | 63       | —        | —        |
| 2011 | All Beauty Must Die | Liberatio  | 24       | —        | —        |

     lanzamiento no oficial

#### EP
- Evolution Principle (2006), Synergy Records

#### Sencillos
| Año  | Título                              | Posición | Posición | Posición | Álbum                                  |
| Año  | Título                              | ALE      | AUT      | SUI      | Álbum                                  |
| ---- | ----------------------------------- | -------- | -------- | -------- | -------------------------------------- |
| 2005 | "Liberatio"                         | 3        | 5        | 20       | Liberatio                              |
| 2005 | "Victoriam Speramus"                | 89       | —        | —        | In Medias Res                          |
| 2007 | "Somebody Save me"                  | —        | —        | —        | Bloodangel's Cry                       |
| 2009 | "Ignition"                          | —        | —        | —        | My Fatal Kiss                          |
| 2009 | "For You I'll Bring the Devil Down" | —        | —        | —        | My Fatal Kiss                          |
| 2011 | "You Killed Me"                     | —        | —        | —        | All Beauty Must Die                    |
| 2011 | "Live To Fight Another Day"         | —        | —        | —        | All Beauty Must Die                    |
| 2011 | "BVB Meisterhymne 2011"             | 6        | —        | —        | Ninguno, canción del Borussia Dortmund |

     lanzamiento no oficial